# Rich Communication Services
Rich Communication Services (RCS) er en kommunikationsprotokol mellem mobiltelefonudbydere og mellem mobiltelefon og teleoperatør, der sigter mod at erstatte SMS-beskeder med et tekstbeskedsystem, der er rigere, giver telefonbogs-polling (til serviceopdagelse) og kan sende multimedie under opkald. Det er en del af det bredere IP Multimedia Subsystem. Google har tilføjet understøttelse af end-to-end-kryptering for alle chats i deres egen RCS-baserede app, Messages.
Det markedsføres også som Advanced Messaging, chat features, joyn, SMSoIP, Message+ og SMS+.
I begyndelsen af 2020 blev det anslået, at RCS var tilgængelig fra 88 teleoperatører i 59 lande med cirka 390 millioner brugere om måneden.